# Manželé (hudební skupina)
Manželé byla folkrocková hudební skupina Lesíka Hajdovského, kterou v jejích začátcích tvořily dva manželské páry – Lesík a Mirka Hajdovských a Mirek a Aranka Gärtnerovi. Skupina měla velmi široký tvůrčí záběr. Jejich první album Manželé I kombinuje jemný folkrock s Lesíkovým osobitým hudebním a textovým stylem a obsahuje převážně písně složené původně pro F.O.K. Další projekt nazvaný Ruská deska se ale ubíral zcela jiným směrem. Album bylo ovlivněno minimalismem a ambientní hudbou a obsahuje instrumentální verze starých ukrajinských lidových písní, do nichž Lesíkova matka Vendula promlouvá rusky. Nejvíce se ale Manželé proslavili prvním tuzemským rapovým albem Je to vono s kultovní písní „Jižák“. Rap byl nicméně pro Lesíka jednorázovou záležitostí, proto se v následujícím albu Manželé 88 skupina vrátila k folkrockovým baladám a písním. Později rapové písně natočili znovu a v roce 1991 vydali na albu Jižák, ale hudební kritici i fanoušci preferovali originální nahrávku. CD s původními nahrávkami vydala Nextera v roce 2009.
Původně neplánovali vystupovat veřejně a zaměřovali se převážně na tvorbu amatérských nahrávek. Trvalo více než sedm let, než se odvážili po Sametové revoluci začít koncertovat. Získali sice kladné ohlasy od kritiků, ale většinovému publiku zůstali víceméně neznámí.  

## Historie
Skupina Manželé vznikla v roce 1982 v návaznosti na domácí hudební sdružení F.O.K. (1967–1979). Skladatel, zpěvák a kytarista Alexandr Lesík Hajdovský hrál klíčovou roli v obou kapelách. Na začátku roku 1980 opustil skupinu Švehlík, se kterou hrál od roku 1977. Měl v plánu emigrovat do Německa a začal prodávat hudební nástroje a vybavení pro muzikanty, ale později si své rozhodnutí rozmyslel. V roce 1980 se potkal s Mirkem Gärtnerem a přijal krátkodobé angažmá ve skupině Marma, ale po dvou koncertech z kapely odešel, protože ho nebavilo hrát přejaté skladby a chtěl skládat vlastní muziku. Později kolem roku 1982 založili s Mirkem skupinu Manželé, kde vedle Lesíka a Gärtnera působily jejich manželky Mirka Hajdovská a Veronika Aranka Gärtnerová.
První společný projekt dostal název Manželé I (1982) a obsahoval folkrockový repertoár nashromážděný v předchozích obdobích, zejména písně složené původně pro F.O.K. O něco později vznikla kazeta s improvizovanou minimalistickou hudbou Kluci hrajou líp než holky (1983), kterou nahrála pouze mužská část skupiny. Třetí kazeta, kterou Manželé natočili v roce 1983, se jmenovala Ruská deska. Obsahuje většinou instrumentální verze ukrajinských lidových písní, do nichž Lesíkova matka Vendula promlouvá rusky. Na nahrávání si Lesík přizval svého kamaráda Pavla Richtera, hrál na kytaru a syntezátor.
Lesík a jeho žena Mirka se museli kvůli stavbě metra vystěhovat z Karlína na Jižní Město, což bylo rozsáhlé sídliště s betonovými paneláky. Pro Lesíka se nicméně toto prostředí stalo zdrojem nečekané inspirace, když si v roce 1983 náhodně naladil západoněmeckou rozhlasovou stanici Bayern 3 a uslyšel skladbu „New York, New York“ rappera Grandmastera Flashe s kapelou The Furious Five. Inspiroval se k tomu, aby vytvořil českou verzi tohoto dosud neznámého černošského žánru – rapu. Intuitivně pochopil, že text písně je věnován životu ve velkoměstě, a proto ve své písni zpívá o Jižáku – městě snů, vytvořil tak sarkastický obraz života na sídlišti pod titulem „Jižák“. Manželé v písni dokázali výborně zkombinovat hudbu, rytmiku a text. Jejich provedení bylo na české hudební scéně absolutní novinkou a je to možná jedna z nejlépe napsaných textových částí v celé historii českého hip hopu. Navíc obsah písně byl kritikou všeho, co lidem tehdejší režim „pro jejich dobro“ vnucoval.
Spolu s dalšími osmi písněmi se „Jižák“ stal součástí rapové kolekce pod názvem Je to vono (1984–1985), která obsahuje další legendární hity jako „Je to vono“, „Všichni hrajou dobře, jen my hrajem špatně“ nebo „Prachy“. Na jejím vzniku spolupracoval bubeník Ivan Pavlů, bývalý člen Švehlíku, který hrál na perkuse a jeho žena Eva hrající na klávesy. Tím pádem zůstali věrni názvu Manželé. Nahrávali na dva čtyřstopé stereofonní magnetofony Tesla B 43 a Tesla B 73 u Hajdovských v obývacím pokoji. Protože se nedalo stříhat, musela být každá písnička natočena najednou. Díky neoficiální distribuci se kazeta Je to vono stala vedle nevydané desky Pražského výběru jednou z nejrychleji se šířících nahrávek. Je považována za nejvýznamnější dílo Manželů. Vydavatelství Panton v té době odmítlo desku vydat s vysvětlením, že na Jižním Městě to ve skutečnosti nevypadá tak špatně, jak se o tom v písních rapuje.
V létě roku 1985 se objevila  v časopise Mladý svět první tisková zmínka o Manželích. Jaromír Tůma tehdy v jejím úvodu napsal: „V konfekčních domech na pražském sídlišti Jižní Město žijí nekonfekční lidé.“ Kazeta Je to vono byla nominována na udělení ceny Mladého světa Bílá vrána za rok 1985, kterou ale vzhledem k tehdejšímu režimu nemohla dostat. V roce 1988 vyšel v časopise Opus musicum článek Rap na Jižním Městě.
Rap ale pro skupinu brzy přestával být zajímavým žánrem. Původní okouzlení tímto stylem postupně vyprchalo a Manželé se v roce 1988, kdy nahráli pátou kazetu s názvem Manželé 88, vrátili k folkrockovým baladám a písním. Hudební doprovod se v mnoha písních rozrostl o flétnu, klarinet, foukací harmoniku nebo trumpetu. Autorem textů byl bývalý Lesíkův spoluhráč z F.O.K. Václav Jelínek. Lesík v pozdějším rozhovoru uvedl: „Manželé 88 je muzika, kterou jsem vždycky dělal, dělám a budu dělat. Jižák je vysloveně odbočka. Svého času mě rap zaujal, chtěl jsem ho zkusit, ale už tehdy jsem věděl, že to pro mě bude jednorázová záležitost.“ Přestože se kazeta Manželé 88 v samizdatové distribuci příliš neprosadila, získala kladné ohlasy u kritiků a byla opět navržena na Bílou vránu za rok 1988, kterou však ani tentokrát nezískala.
Během osmdesátých let Manželé nikdy nevystupovali, veřejně koncertovat začali až po Sametové revoluci. Poprvé vystoupili 14. dubna 1990 na obnoveném festivalu Pražské jazzové dny a v 90. letech zažili díky nástupu českého hip hopu krátkodobý boom. Přestože zaměření kapely se mezitím od rapování vrátilo k folkrocku, všichni od nich rap očekávali. Proto nakonec na koncertech nejnovější písničky moc nehráli a ani je nenabízeli žádnému vydavateli a místo toho se soustředili hlavně na rapový repertoár. Po roce 2000 skupinu oživila mladá generace Lesík Hajdovský Jr. a Magda Gärtnerová a později další Lesíkův syn Šimon.
V červnu 1990 vyšel singl s písničkami „Jižák“ a „Je to vono“, v prosinci 1990 natočili album nazvané Jižák, které vyšlo v květnu 1991 a kromě všech devíti písniček z kazety Je to vono obsahovalo dvě starší skladby z dob Švehlíku a časné tvorby Manželů. Nicméně fanoušci novou nahrávku nikdy nepřijali a preferovali původní verzi. Remasterované nahrávky z původní kazety vyšly až v roce 2009 na CD a v roce 2023 také na vinylu jako klasická LP deska a v limitované edici 135 ks ve žluté barvě.
V roce 2009 vyšla také původní nahrávka kazety Manželé 88 s novým názvem Kde jsme zůstali podle stejnojmenné písničky. Album Napodzim (2010) nabízí výběr nejlepších rockových skladeb dvojice Hajdovský/Gärtner od konce sedmdesátých let za přispění potomků hlavních protagonistů. Obsahuje nové verze písní z repertoáru skupin Švehlík, Marno Union, F.O.K. a z první kazety Manželů a několik zcela nových skladeb.
Skupina Manželé ukončila svou činnost k datu 1. 1. 2017.

## Diskografie
- 1991 Lesík Hajdovský a Manželé: Jižák (Bonton)[4]
- 1999 Manželé: Ruská deska/Manželé I (Black Point Music)[1]
- 1999 Manželé: Kamufláž/Jižák ’84 vs. ’99 (Sony Music/Bonton)[4]
- 2000 Lesík Hajdovský & Manželé: Namaž mi, Miruš…(Indies Records)[5]
- 2009 Lesík Hajdovský a Manželé: Je to vono (Nextera)[1]
- 2009 Lesík Hajdovský a Manželé: Kde jsme zůstali (Nextera)[4]
- 2010 Manželé: Napodzim (Nextera)[9]
- 2023 Lesík Hajdovský a Manželé: Je to vono, (LP, Black Point Music)[6]